# Karel Schummelketel
Karel Johan Schummelketel, né le 24 septembre 1897 à Breda et mort le 8 janvier 1981 à Harderwijk, est un cavalier néerlandais.
Aux Jeux olympiques d'été de 1932 à Los Angeles, il est médaillé d'argent en concours complet par équipe et sixième en concours complet individuel.